# Ko Willems
Jacobus Matheus (Ko) Willems (Amsterdam, 27 oktober 1900 – aldaar, 28 september 1983) was een Nederlands wielrenner. Hij werd olympisch kampioen 50 km op de baan en Nederlands kampioen 30 km op de weg.

## Carrière
In 1921 werd hij nationaal kampioen bij de tweede officiële wielerwedstrijd voor amateurs. In 1923 won hij het Nederlands kampioenschap op de lange afstand (30 km).
Zijn bekendste prestatie haalde hij in 1924, toen hij tijdens de Olympische Spelen in Parijs goud won op de 50 km op de baan. Deze medaille veroverde hij nadat hij een afspraak had gemaakt met Jan Maas. Het plan was dat Maas, de man van de lange demarrage, zou wegrijden en hiermee het peloton zou uitputten en dat Willems het in de sprint af zou maken. Dit plan werd perfect uitgevoerd. Vanaf 10 km ging Maas keer op keer aan en Willems probeerde het tempo in de kopgroep te drukken. Nadat het peloton was uitgedund tot vijftien renners had Willems de beste benen. Met een lengte voorsprong ging hij als eerste over de finish.
Na zijn sportcarrière had Ko Willems een rijwielzaak in Amsterdam. Zijn zoon Hans nam als zeiler deel aan de Olympische Spelen van 1964.

## Titels
- Olympische kampioen 50 km baan - 1924
- Nederlands kampioen amateurs - 1921
- Nederlands kampioen lange afstand (30 km) - 1923

## Palmares

### 50 km baan
- 1924:  Olympische Spelen - 1:18.24,0